# Duviardia
Duviardia is een geslacht van rechtvleugeligen uit de familie veldsprinkhanen (Acrididae). De wetenschappelijke naam van dit geslacht is voor het eerst geldig gepubliceerd in 1985 door Donskoff.

## Soorten
Het geslacht Duviardia omvat de volgende soorten:
- Duviardia fishpooli Grunshaw, 1990
- Duviardia oubitai Donskoff, 1985